# Измайлов, Евгений Аскерович
Евге́ний Аске́рович Изма́йлов (род. 13 августа 1939, Москва) — советский, российский художник — график и живописец, нонконформист; поэт.

## Биография
В 1941—1946 годах находился с матерью в эвакуации в Кировской области, в 1946—1947 — жил в Калининградской области по месту службы отца; в 1948 году семья вернулась в Москву.
В 1959 году окончил Московскую среднюю художественную школу, в 1964 — Московский государственный художественный институт имени В. И. Сурикова, где учился на факультете живописи, затем — на театральном факультете у М. И. Курилко, М. Пожарской.
В 1960-е годы общался с близкими по духу художниками Сергеем Есаяном, Михаилом Рогинским, Борисом Турецким, Львом Повзнером. В 1966—1969 годах преподавал в детской художественной школе, в 1968—1988 — в заочном народном университете искусств.
В 1990—1995 годах работал в Германии, Англии, Франции.

## Творчество
В 1964—1969 годах выполнял работы для кукольного театра, участвовал в реставрации церквей и соборов. С 1966 года работает также в технике офорта; иллюстрировал в этой технике две книги (Франсуа Вийон, 1981; Вильгельм Гауф, 1983 — обе в издательстве «Прогресс»).
В 1967—1969 годы иллюстрировал детские книги, выступая одновременно и автором.
В 1979−1989 годах совершил поездки в Карелию, Прибалтику, Молдавию, Украину, Кавказ, Киргизию.
С 1990 года выполняет работы для театра, работает с пространственными объектами.
Работы Е.Измайлова находятся в Дрезденской галерее, Берлинском музее, Государственной Третьяковской галерее, Тюменской государственной галерее, Государственном Русском музее (Санкт-Петербург), ГМИИ имени А. С. Пушкина, Томском художественном музее, а также в частных коллекциях в России и за рубежом.

### Выставки
персональные
- 1970 — в Доме культуры строителей университета (Раменки, Москва)[2]
- 2009 — «Евгений Измайлов. Живопись. Графика. Пластика» (к 70-летию художника; в Инженерном корпусе Государственной Третьяковской галереи)[3]

участие в выставках
- 1968 — «Старая Москва» (в обществе охраны памятников Москвы)
- 1968 — Дом культуры МГУ (Москва; совместно с А.Сергачёвым)[2]
- 1970 — Дом культуры строителей (Москва)
- 1975 — Выставка московских художников на ВДНХ[2]
- 1976 — Квартирная выставка (Москва)[2]
- 1977—1978 — «Неофициальное советское искусство из Советского Союза» (Институт современного искусства, Лондон; Турин, Италия)[2]
- 1981 — «7 художников» (Брегенц, Австрия)[2]
- 1983—1985 — выставки группы «21» (Горком графиков, Москва)[2]
- 1985—1989 — Выставки группы «20» (Горком графиков, Москва)[2]
- 1987 — Ретроспекция творчества московских художников 1957—1987 (Эрмитаж, Москва)[2]
- 1989 — Галерея «Москва» (Торонто, Канада)[2]
- 1989 — «Советский авангард 1920−1980» (Минск, Дворец искусств)
- 1990 — «Пирамида», Галерея «Московская палитра» (Аделаида, Австралия)
- 1990 — Выставка 4 художников (Рим)
- 1990 — «Русское искусство» (Чикаго, США)[2]
- 1990 — «Русское искусство» (Германия)
- 1990—1991 — «Другое искусство» (Третьяковская галерея, Москва; Русский музей, Санкт-Петербург)
- 1990—1991 — участие в выставочной программе Ирины Архиповой
- 1991 — «АРТМИФ-2», Галерея «Московская палитра» (Манеж, Москва)
- 1991 — «Вместе» (итало-русская выставка, Москва — Равенна, Италия)[2]
- 1991 — Выставка живописи и графики (Саарбрюккен, Германия)[2]
- 1991 — (Айторф, Германия)
- 1992 — Выставка графики (Найдельберг, Германия)[2]
- 1992 — Выставка живописи (Бад-Хонефф, Германия)[2]
- 1993 — (Гейдельберг, Германия)
- 1993 — Выставка объектов (Берр-лез-Альп, Франция)[2]
- 1994 — (Кельн, Германия)
- 1995 — (Гамбург, Германия)
- 1996 — «Пути бумаги» (ЦДХ, Москва)

### Избранные сочинения
Источник — Электронные каталоги РНБ Архивная копия от 3 марта 2016 на Wayback Machine
- Измайлов Е. А. Вот как просто : [Стихи для мл. шк. возраста] / Рис. авт. — М. : Сов. Россия, 1968. — 22 с.
- Измайлов Е. А. Говорят, бывает чудо : [Стихи для ст. дошк. и мл. шк. возраста / Ил.: И. Куклес]. — М. : Малыш, 1969. — 32 с.
- Измайлов Е. А. Тигр — лев : [Для ст. дош. и мл. шк. возраста] / Рис. авт. — М. : Малыш, 1971. — 21 с.
- Измайлов Е. А. У кого сколько ног? : [Стихи для дошк. возраста] / Худож. Н. Левянт. — М. : Малыш, 1968. — 1 л., слож. в 8 с.

альбомы
- Евгений Измайлов : живопись. Графика. Объекты [каталог выставки, 16-29 ноября 2009 / сост.: А. Чудецкая; авт. текстов: Г. Ельшевская и др.]. — М. : Виртуальная галерея, 2009. — 160 с. : ил., цв. ил., портр.
- Евгений Измайлов : Графика. — М. : Бонфи, 1996.
- Евгений Измайлов : Живопись. Графика. Проекты. — М. : изд. галереи «Московская палитра», 1998.